# Archives générales des Indes
Pour les articles homonymes, voir Archives générales et Archives générales de la nation.
Les Archives générales des Indes (en espagnol : Archivo General de Indias) sont nées en 1785 de la volonté de Charles III d'Espagne de centraliser en un lieu unique les documents relatifs aux colonies espagnoles, sans doute avec l'arrière-pensée de favoriser l'écriture d'une histoire de la colonisation qui contredise la légende noire répandue à ce sujet dans plusieurs pays européens, par exemple en France avec l'Histoire des deux Indes de l'abbé Raynal. Ces fonds étaient auparavant répartis entre les Archives générales de Simancas, proches de la saturation, Cadix et Séville. José de Galvez y Gallardo, secrétaire des Indes, fut chargé de mener à bien le projet, avec l'aide de l'historien Juan Bautista Muñoz, premier cosmographe des Indes. 

## Historique
La Casa Lonja de Mercaderes de Séville, construite sous le règne de Philippe II entre 1584 et 1598 par Juan de Mijares sur les plans de Juan de Herrera, fut choisie pour abriter la nouvelle institution.
En octobre 1785, les premiers documents arrivèrent, en provenance de Simancas. La date de 1760 fut choisie comme séparation entre ce qui serait envoyé à Séville pour y être conservé et ce qui resterait dans les administrations comme archives courantes.

## Les principaux fonds
Les archives occupent plus de neuf kilomètres linéaires. Les fonds les plus importants en volume sont ceux du Conseil des Indes, de la Casa de Contratación, des Secrétariats d'État ayant eu à connaître, à partir du XVIIIe, des affaires coloniales, de la Compagnie royale de La Havane et de la chambre d'outre-mer du Tribunal des comptes.
Seuls quelques documents viennent directement des organismes coloniaux (Capitainerie générale de Cuba (XVIIIe-XIXe siècles) rapatriée à la suite de la guerre hispano-américaine) ou de particuliers ayant joué un rôle dans l'administration coloniale, comme le duc de Veragua, descendant direct de Christophe Colomb, le général Polivieja, un des derniers capitaines généraux des Philippines ou le vice-roi du Pérou Abascal.
Les Archives générales des Indes possèdent les fonds d'archives les plus importants sur l'histoire politique, économique, culturelle et sociale de l'ancien empire colonial espagnol. Elles conservent des autographes de Christophe Colomb, de Magellan, de Vasco Nunez de Balboa, de Pizarro et de Cortés.